# Михайло-Лебяжье
 Михайло-Лебяжье — село в Хворостянском районе Самарской области в составе сельского поселения Новокуровка. 

## География
Находится на левом берегу реки Чагра на расстоянии примерно 16 километров по прямой на восток-северо-восток от районного центра села Хворостянка.

## История
Село основано Михаилом Котовым в 1800 году. Называлось вначале Котово, позже Михайлово. Нынешнее название дано по местному озеру с лебедями. В 1850 году была построена деревянная Михайловская церковь. В 1926 году в селе был 571 дом и 2703 жителя.

## Население
Постоянное население составляло 416 человека (русские 75%) в 2002 году, 415 в 2010 году.